# Булавицький Іван Якович
Іван Якович Булавицький (нар. 25 вересня 1945, с. Кирнички, Одеська область, Україна) — український графік, живописець, скульптор. Заслужений діяч мистецтв України, член Миколаївської обласної організації Національної спілки України. Автор прапора міста Миколаєва, герба і прапора Миколаївської області.

## Біографія
Народився 25 вересня 1945 року у селі Кирнички Одеської області. 
Служив у прикордонних військах у Закавказзі. Службу закінчував уже не на радянсько-іранському кордоні, де перебував спочатку, а у Тбілісі, куди його викликало командування для виконання обов'язків картографа.
У 1972 році закінчив Державну академію мистецтв у місті Тбілісі (майстерня книжної графіки). По закінченню навчання переїхав до Миколаєва. Творчу діяльність розпочав у 1973 році.
У липні 2006 року Іван Булавицький разом з сином Яковом Булавицьким створили іменну артгалерею Булавицьких «Апрель-В», для цього вони переобладнали свою квартиру. Нині експозиція постійно змінюється.
Член Спілки художників України з 1978 року, голова правління Миколаївської обласної організації Національної спілки України у 1997–2005 роках.
Працює у різних жанрах образотворчого мистецтва: як художник-монументаліст, як живописець, скульптор. Брав  активну участь в обласних, республіканських, всесоюзних, міжнародних виставках. Займається педагогічною діяльністю, доцент кафедри «Дизайн» гуманітарного інституту НУК імені адмірала С. Й. Макарова.

## Творчість
Якщо умовно поділити творчий шлях Івана Булавицького, його можна досить чітко розподілити на три періоди:
- графічний — 1970-1980-ті роки;
- малярський — кінець 1980-х – початок 1990-х років;
- скульптурний — з 1990-х років[3].

Живопис — теж цілий етап у творчості художника. Іван Булавицький займався прикладним, монументальним мистецтвом, розписами, об’ємними композиціями. Багато робіт Булавицького знаходиться в приватних колекціях різних країн, зберігається в художніх музеях України: у Миколаївському художньому музеї ім. В. Верещагіна, Хмельницькому художньому музеї, Миколаївському краєзнавчому музеї.
Учасник багатьох виставок в Україні й за кордоном. Видав три авторських каталоги. Миколаївським обласним телебаченням знято фільм «Художник і скульптор І. Булавицький» (1992 рік, режисер В. Завізіон).
Автор прапора Миколаєва (1999), герба і прапора Миколаївської області (2001), знаків «Городянин року», «Людина року».

### Вибрані роботи
- скульптура «З минулого у майбутнє» (Кара, Франція, 1994);
- скульптура «Пісня степу Скіфії» (Трускавець, 1995);
- скульптура «Закохані в Сафо» (заповідник «Одеський замок», Одеса, 1996);
- скульптура «Зародження життя» (Теніно, Вашингтон, США, 1998);
- прапор Миколаєва (1999);
- герб і прапор Миколаївської області (2001);
- пам'ятник Святому Миколаю Чудотворцю (Миколаїв, Каштановий сквер, 2005);
- меморіальна дошка поету Е. І. Январьову (Миколаїв, 2009);
- пам'ятник «Скорботний ангел Чорнобиля» (Миколаїв, сквер ліквідаторів аварії на Чорнобильській АЕС);
- меморіальна дошка художнику А. П. Завгородньому (Миколаїв, 2012);
- меморіальна дошка громадському діячу В. А. Карнауху (Миколаїв, 2016);
- меморіальна дошка актору М. А. Кравченку (Миколаїв, 2020)[3].

Твори живопису характеризуються холодним колоритом, фігуративністю і статичними образами. Основна тема творчості — відображення історичних подій та особистостей. 
- серія листів «Ольвія»;
- літографія «Прощання зі старим зоопарком» (1975);
- серія «Дерева взимку» (1975);
- серія листів «Острів Березань» (1986);
- «Крим. Сугдея» (1987);
- «Рух» (1990);
- «Гетьманська Україна» (1992)[4].

## Виставки
Брав участь в українських і міжнародних симпозіумах скульптури в камені: Ольвія (1991), Очаків (1992), «Євроскульптура» (Кара, Франція, 1994), «Камінь-95» (Трускавець), «Неоліт-97» (Львів). Широке міжнародне визнання принесли скульптури, вирізьблені на симпозіумі «Монарх-98» (Теніно, Вашингтон, США) і «Мармур-99» (Денвер, Колорадо, США). У 2005 році у складі української делегації Іван Булавицький побував на Венеціанському бієнале.

### Виставки

#### Обласні виставки
- Обласна виставка «40 років визволення Миколаївщини від німецько-фашистських загарбників» (1984);
- Обласна виставка «40 років Перемоги» (1985);
- Обласна виставка «Художники і край» (1993).

#### Персональні виставки
- Тбілісі, Грузія (1985);
- Очаків, Україна (1989);
- Миколаїв, Україна (1992).

## Нагороди, звання
- Заслужений діяч мистецтв України (2000)[5];
- Почесна грамота Кабінету Міністрів України (1999);
- Почесна грамота Спілки художників України (2005);
- Почесне звання «Городянин року — 2006» в номінації «Мистецтво» — за створення пам'ятника святому Миколаю;
- Орден Української Православної Церкви князя Володимира (2006);
- Верещагінський знак за багаторічну дружбу з Миколаївським художнім музеєм ім. В. Верещагіна.